# Dmitrij Bałandin
Dmitrij Igoriewicz Bałandin (ros. Дмитрий Игоревич Баландин; ur. 4 kwietnia 1995 w Ałmaty) – kazachski pływak specjalizujący się w stylu klasycznym, mistrz olimpijski.

## Kariera pływacka
W 2012 wystąpił w mistrzostwach świata juniorów w pływaniu na otwartym akwenie, na których zajął 41. pozycję w konkurencji 7,5 km oraz 33. pozycję w konkurencji 3 km (w mikście). Był też uczestnikiem pływackich mistrzostw Azji, na których startował w trzech konkurencjach pływackich stylem klasycznym – na dystansie 50 m zajął 15. pozycję, na dystansie 100 i 200 m zaś awansował do finału i w tej fazie zajął 5. pozycję. Rok później debiutował w mistrzostwach świata seniorów, które zostały rozegrane w Barcelonie. Na tych mistrzostwach zajął 31. pozycję na dystansie 100 m żabką oraz 25. pozycję na dystansie 200 m tym samym stylem.
W 2014 roku podczas igrzysk azjatyckich zdobył trzy złote medale, w konkurencjach 50, 100 i 200 m stylem klasycznym i we wszystkich ustanowił nowe rekordy igrzysk. Na 50 m żabką uzyskał czas 27,78, a na dystansie 100 m tym samym stylem 59,92. Płynąc w finale 200 m stylem klasycznym uzyskał czas 2:07,67, który jest o ponad 2 sekundy szybszy od ustanowionego w 2002 roku rekordu igrzysk należącego do Japończyka Kōsuke Kitajimy.
Na uniwersjadzie w południowokoreańskim Gwangju wywalczył złoto na dystansie 100 m stylem klasycznym i brąz na 50 m tym samym stylem.
Miesiąc później, w sierpniu 2015 wystartował na mistrzostwach świata w Kazaniu. Na dystansie 100 m żabką z czasem 59,42 zajął czwarte miejsce. W konkurencji 200 m stylem klasycznym był szósty uzyskując czas 2:09,58. Na 50 m tym samym stylem pomimo ustanowienia rekordu Azji (27,24 s), nie zakwalifikował się do finału i ostatecznie uplasował się na dziewiątym miejscu.
Podczas igrzysk olimpijskich w Rio de Janeiro został mistrzem olimpijskim na dystansie 200 m stylem klasycznym, gdy podczas finału uzyskał czas 2:07,46. Złoty medal Bałandina jest pierwszym w konkurencjach pływackich medalem olimpijskim dla Kazachstanu. Kazach płynął także w finale 100 m stylem klasycznym, w którym z czasem 59,95 zajął ósme miejsce.
W 2017 roku na letniej uniwersjadzie w Tajpej zdobył srebrny medal na 200 metrów stylem klasycznym z wynikiem 2:09,70. Na połowie krótszym dystansie w tym samym stylu wywalczył brązowy medal z czasem 1:00,17. Wystąpił również w finale na 50 metrów, ale z czasem 27,65 nie zdołał stanąć na podium.
Na igrzyskach azjatyckich w Dżakarcie udało mu się zdobyć trzy brązowe medale – w konkurencji 50 i 100 m stylem klasycznym oraz w konkurencji sztafety 4 × 100 m stylem zmiennym. W 2019 roku wystartował w mistrzostwach świata w Gwangju, ale nie wywalczył tam żadnego krążka – w konkurencji 50 m stylem klasycznym zajął 17. pozycję i odpadł z rywalizacji już w fazie eliminacji, w konkurencji 100 m tym samym stylem zajął w finale 7. pozycję, w konkurencji 200 m tym samym stylem również awansował do finału i w tej fazie zajął 7. pozycję, natomiast w konkurencji sztafety 4 × 100 m stylem zmiennym reprezentacja Kazachstanu zajęła 22. pozycję w fazie eliminacji.
Brał udział w igrzyskach olimpijskich w Tokio. W trakcie olimpijskich zmagań brał udział w dwóch konkurencjach. Na dystansie 100 m stylem klasycznym odpadł w eliminacjach, zajmując w tej fazie 17. pozycję z czasem 59,75; na dystansie 200 m tym samym stylem zaś zakwalifikował się do półfinału, ale w tej fazie zmagań zajął 11. pozycję z czasem 2:09,22 i nie awansował do fazy finałowej.

## Rekordy życiowe
| Konkurencja               | Data             | Miejsce          | Rezultat   |
| Basen 50 m                | Basen 50 m       | Basen 50 m       | Basen 50 m |
| ------------------------- | ---------------- | ---------------- | ---------- |
| 50 m stylem klasycznym    | 4 sierpnia 2015  | Kazań            | 27,24      |
| 100 m stylem klasycznym   | 21 lipca 2019    | Gwangju          | 59,03      |
| 200 m stylem klasycznym   | 10 sierpnia 2016 | Rio de Janeiro   | 2:07,46    |
| 4 × 100 m stylem zmiennym | 24 sierpnia 2018 | Dżakarta         | 3:35,62    |
| Basen 25 m                |                  |                  |            |
| 50 m stylem klasycznym    | 22 grudnia 2017  | Sankt Petersburg | 27,12      |
| 100 m stylem klasycznym   | 19 grudnia 2015  | Sankt Petersburg | 58,31      |
| 200 m stylem klasycznym   | 18 grudnia 2015  | Sankt Petersburg | 2:05,66    |

Źródło: 